# أوين إيفانز
أوين إيفانز (بالإنجليزية: Owen Evans)‏ هو صناعي ومحام بالقضاء العالي وسياسي بريطاني (وحمل سابقاً جنسية المملكة المتحدة لبريطانيا العظمى وأيرلندا)، ولد في 5 فبراير 1876، وتوفي في 11 يونيو 1945. حزبياً، نشط في الحزب الليبرالي. في الانتخابات الفرعية في مجلس العموم البريطاني ‏، انتخب عضو برلمان المملكة المتحدة الـ36 عن دائرة سيريديجيون (22 سبتمبر 1932 – 25 أكتوبر 1935) وفي الانتخابات العامة في المملكة المتحدة 1935 ‏، انتخب عضو برلمان المملكة المتحدة الـ37 عن دائرة سيريديجيون (14 نوفمبر 1935 – 11 يونيو 1945).